# Claudio Mezzadri
Claudio Mezzadri (n, 10 de junio de 1965 en Locarno, Suiza) es un jugador de tenis con nacionalidad suiza. En su carrera ha conquistado cinco torneos a nivel ATP, su mejor posición fue Nº26 en noviembre de 1987.

## Títulos (5; 1+4)

### Individuales (1)
| Leyenda                |
| Grand Slam (0)         |
| Tennis Masters Cup (0) |
| ATP Masters Series (0) |
| ATP Tour (1)           |

| N.º | Fecha | Torneo | Superficie    | Oponentes en la final | Resultado |
| --- | ----- | ------ | ------------- | --------------------- | --------- |
| 1.  | 1987  | Génova | Tierra batida | Tomáš Šmíd            | 6–4, 7–5  |

### Dobles (4)
| Leyenda                |
| Grand Slam (0)         |
| Tennis Masters Cup (0) |
| ATP Masters Series (0) |
| ATP Tour (4)           |

| N.º | Fecha | Torneo     | Superficie    | Pareja          | Oponentes en la final       | Resultado     |
| --- | ----- | ---------- | ------------- | --------------- | --------------------------- | ------------- |
| 1.  | 1987  | Nancy      | Moqueta       | Ramesh Krishnan | Grant Connell Larry Scott   | 6–4, 6–4      |
| 2.  | 1987  | París      | Moqueta       | Jakob Hlasek    | Scott Davis David Pate      | 7–6, 6–2      |
| 3.  | 1989  | Bari       | Tierra batida | Simone Colombo  | Sergio Casal Javier Sánchez | 0–6, 6–3, 6–3 |
| 4.  | 1989  | San Marino | Tierra batida | Simone Colombo  | Pablo Albano Gustavo Luza   | 6–4, 6–1      |